# Dipropylenglykolmethylether
Dipropylenglykolmethylether je organická sloučenina (přesněji směs 4 izomerů) patřící mezi glykolethery, používaná převážně jako rozpouštědlo.
Jedná se o méně těkavou náhradu propylenglykolmethyletheru a dalších glykoletherových rozpouštědel.